# Cyrtopogon vulneratus
Cyrtopogon vulneratus is een vliegensoort uit de familie van de roofvliegen (Asilidae). De wetenschappelijke naam van de soort is voor het eerst geldig gepubliceerd in 1923 door Melander.